# Chamaesaracha coronopus
Chamaesaracha coronopus là loài thực vật có hoa trong họ Cà. Loài này được (Dunal) A.Gray mô tả khoa học đầu tiên năm 1876.